# Selepa cumasia
Selepa cumasia är en fjärilsart som beskrevs av George Francis Hampson 1912. Selepa cumasia ingår i släktet Selepa och familjen trågspinnare. Inga underarter finns listade i Catalogue of Life.